# HD 4308 b
HD 4308 b — горячий нептун, обращающийся вокруг жёлтого карлика в созвездии Тукана. Открыт методом доплеровской спектроскопии HARPS в 2005 году.